# منطقه مینسک
منطقه مینسک (به لاتین: Minsk Region) یکی از منطقه‌های بلاروس است.

## خصوصیات
منطقه مینسک ۳۹٬۹۱۲٫۳۵ کیلومترمربع مساحت و ۱٬۴۱۱٬۵۰۰ نفر جمعیت دارد.